# Корнишина, Регина Витальевна
Регина Витальевна Корнишина (3 июня 1994) — российская футболистка, нападающая.

## Биография
В юношеские годы занималась лёгкой атлетикой, становилась победительницей первенства Приволжского федерального округа среди девушек в беге на средние дистанции.
В феврале 2009 года стала победительницей Первенства России по легкой атлетике 1994—1995 г.р. на дистанции 1500 м с результатом 4.46.05. По итогам второго соревновательного дня на дистанции 3000 м заняла 3 место с результатом 10.19.52. Соревнования проводились на Зимнем стадионе города Санкт-Петербурга.
В футболе в сезоне 2011/12 выступала за молодёжный состав «Мордовочки». В 2012 году переведена в основной состав клуба и приняла участие в двух матчах высшего дивизиона России. Дебютный матч сыграла 23 августа 2012 года против «Измайлово», отыграв все 90 минут, а следующий матч провела спустя неделю против «Зоркого». Оставалась в составе клуба до конца 2013 года, но более за основную команду не играла. В 2014 году выступала в любительских соревнованиях за «Олимп» (Ковылкино), а в 2016 году — за «МГПИ-Мордовочку» во второй лиге России.
По состоянию на 2017 год работала преподавателем физкультуры в Мордовском государственном педагогическом институте имени М. Е. Евсевьева.